# Vatikanstatens militär

Adelsgardist i stor paraddräkt

Vatikanstatens militär består av Schweizergardet vilket fungerar som påvens livvakt. Sedan 1970 finns det också en civil polisstyrka under namnet Vatikanstatens gendarmeri som ansvarar för att upprätthålla den allmänna ordningen i Vatikanen, men denna är inte kopplad till Heliga stolen[källa behövs] utan till Vatikanstaten. Säkerhetsstyrkorna i Vatikanen har också ett nära samarbete med den civila italienska statspolisen (Ispettorato di pubblica sicurezza presso il Vaticano).

## Historik
Fram till 1870 var påven furste av Kyrkostaten vars territorier upptog en betydande del av Apenninska halvön. År 1865 före nederlaget under då territoriet erövrades av Kungariket Italien uppgick påvens arméer till mellan 10 000 och 15 000 man. Den bestod bland annat av Zuave Pontificale, Carabinieri Estiere, Legione d'Antibo, Infanteria Nativa, dragoner och artilleri. De flesta soldater var irländska, franska och tyska katoliker. Officerarna kom från katolska adelsfamiljer, bland annat från Tyskland. Sedan Kyrkostaten införlivats i Italien 1870, behöll den Heliga Stolen fyra militärkårer i sin tjänst. Samtliga utom Schweizergardet lades ner 1970, som ett led i den romersk-katolska kyrkans modernisering efter Andra Vatikankonciliet. De som tillhörde de då upplösta förbanden erbjöds medlemskap i "Associazione SS. Pietro e Paolo".
- Schweizergardet (Guardia svizzera pontificia), som bildades 1506, utgör än i dag en stående styrka om 110 man, rekryterade från de katolska kantonerna i Schweiz.
- Påvliga adelsgardet (Guardia nobile pontificia) bildades 1801 som ett gardeskavalleriförband, men ombildades 1870 till ett fotgarde. Gardet bestod av adelsmän som frivilligt tjänstgjorde på egen bekostnad.
- Palatsgardet (Guardia palatina d'onore), som bildades 1850, var ursprungligen en infanterimilis, men bestod efter 1870 som en milis av frivilligt tjänstgörande manskap.
- Påvliga gendarmeriet (Gendarmeria Pontificia), som bildades 1861, hade till uppgift att bevaka det påvliga palatset och basilikan. Det var känt för att vid parader bära enorma björnskinnsmössor. Vid nedläggningen 1970 överfördes dess polisiära uppgifter på en nybildad poliskår (Corpo di Vigilanza), numera Vatikanstatens gendarmeri.